# Isabelle Delling
Isabelle Delling (geb. Wagner) ist eine NDR-Journalistin und ehemalige Moderatorin von Tagesschau24. 

## Leben
Delling studierte in Heidelberg Mittlere und Neuere Geschichte sowie Politikwissenschaft. Ihre berufliche Karriere begann sie 1988 als Journalistin bei RTL Regional in Mannheim. Danach ging sie zum NDR, wo sie ab 2001 regelmäßig das neu eingeführte Nachmittagsprogramm präsentierte, sowie Sendungen des Talkmagazins DAS!, wie DAS! Am Nachmittag, DAS! Ab 2 und DAS! kocht. Es folgte der Wechsel zum Nachrichtenkanal Tagesschau24 bei ARD Digital, der digitalen Fernsehanstalt der ARD. Dort moderierte sie bis 2016 die Nachrichtensendung. Später kehrte sie zum NDR zurück und moderiert seitdem Formate im NDR-Hörfunk und ist Nachrichtensprecherin bei NDR Info und NDR Kultur.

## Privates
Delling ist Mutter eines Sohnes. Beim NDR lernte sie den Sportjournalisten Gerhard Delling kennen. Mit ihm bekam sie eine Tochter und heiratete ihn im Juni 2003. Ende 2014 trennten sich die beiden.